# 谢仁钊
谢仁钊（1905年10月1日—1978年3月16日）。安徽祁門人，中华民国官员、学者。民國39年（1950年）在上海市選區遞補當選第一屆立法委員

## 生平[2][3][4][5]
1924年，考入上海沪江大学，后转入光华大学，在校加入中国国民党。1927年，参加北伐，任第三十三军政治部组织科科长。1932年至1934年，任国民党安徽省党部常委。1935年转任驻美大使馆秘书，并就读于美利坚大学，获硕士学位。抗日战争时期，任国民党陕西省党部书记长、国民党安徽省党部皖南办事处主任等职。抗日战争胜利后，历任郑州绥靖公署秘书长、上海特别市党部委员兼书记长。1949年去台湾。曾为立法院外交委员会召集人。
- 上海滬江大學、光華大學肄業
- 美國華盛頓美利堅大學碩士
- 國民革命軍總司令政治部科員
- 中國國民黨陝西省黨部委員兼書記長
- 中國駐美大使館秘書
- 國民外交協會秘書長
- 中國訪緬團團員
- 第五戰區司令長官部秘書長
- 中國國民黨上海市黨部委員兼書記長
- 行政院輸出入管理委員會秘書長
- 中央銀行顧問
- 中華民國出席聯合國大會第十四屆代表團顧問
- 光華大學、復旦大學、台灣師範大學、政治大學、中國文化學院兼任教授
- 民國67年3月16日病逝[8]